# (1585) Юнион
(1585) Юнион (англ. Union) — типичный астероид главного пояса, который был открыт 7 сентября 1947 года южно-африканским астрономом Эрнестом Джонсоном в обсерватории Йоханнесбурга и назван в честь этой обсерваторией, которая в английском языке называется «Union Observatory».

Орбита астероида Юнион и его положение в Солнечной системе
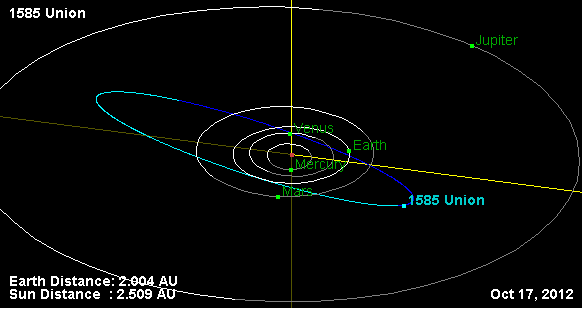
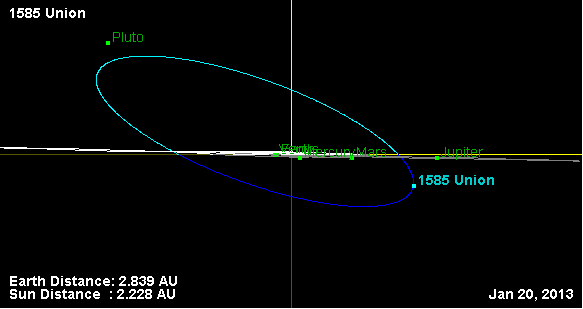